# گایووکا وسخودنگا
گایووکا وسخودنگا (به لهستانی:  Gajówka Wschodnia) یک روستا در لهستان است که در گمینا ستوچک واقع شده‌است.